# Abhá
Abhá (arabsky أبها‎) je město, správní středisko provincie Asír, která se nachází na jihozápadě Saúdské Arábie.

## Poloha a klima
Město se rozkládá na náhorní plošině pohoří Asír nedaleko stejnojmenného národního parku, asi 15 km na východ od Džabal Saudá, nejvyšší hory Saúdské Arábie. Vzhledem k vysoké nadmořské výšce je zde ve srovnání s pobřežím Rudého moře na západě nebo pouštím vnitrozemím na východě chladnější a vlhčí klima. Díky tomu je oblíbeným turistickým cílem.

## Historie
Do roku 1920 patřilo Osmanské říši, pak jej dobyli vahhábovci.

## Průmysl
Je významným obchodním střediskem a má rozvinutý potravinářský průmysl.